# Jörgen Zoega
Jörgen [Georg] Zoega, właśc. dun. Jørgen Zoëga (ur. 20 grudnia 1755 w Daler k. Tønder, zm. 10 lutego 1809 w Rzymie) – duński numizmatyk, filolog klasyczny i badacz starożytności (archeolog).

## Życie
Urodzony w niewielkiej miejscowości Jutlandii (północno-zachodni Szlezwik) jako syn protestanckiego pastora Christiana Zoëga, którego rodzina przybyła z północnych Włoch, oraz Dunki Henrietty Clausen, początkowo pobierał nauki w domu. Po ukończeniu gimnazjum w Altonie, w 1733 wstąpił na uniwersytet w Getyndze, gdzie odbył studia filozoficzne i klasyczne (m.in. u Christiana Gottloba Heynego). Pierwsze wyjazdy do Włoch (w charakterze opiekuna młodego panicza von Heinen) pogłębiły u niego zainteresowanie starożytnością klasyczną. Wiedza i zdolności w tym kierunku wkrótce zwróciły też uwagę ministra Ove Høegh-Guldberga, który zlecił mu sklasyfikowanie numizmatów znajdujących się w zbiorach kopenhaskich.  
W 1782 dzięki wpływowemu ministrowi otrzymał dwuletnie stypendium państwowe i z Wiednia, gdzie pogłębiał wiedzę pod kierunkiem sławnego Josepha Hilariusa Eckhela, udał się z początkiem 1783 r. do Rzymu. Wskutek odpowiednich rekomendacji uzyskał życzliwe przyjęcie przez watykańskiego prałata Stefano Borgia (późniejszego kardynała), u którego skatalogował i fachowo opisał okazałą kolekcję monet. W drodze powrotnej do kraju dowiedział się w Paryżu o politycznym upadku swego protektora Guldberga, powrócił zatem do Rzymu, gdzie osiadł na stałe. Porzucił tam luteranizm i przeszedłszy na katolicyzm, zawarł związek małżeński z córką rzymskiego malarza – Marią Pietruccioli. Dzięki poparciu S. Borgii papież Pius VI przyznał mu stałą sumę (400 skudów) na utrzymanie, zaś pomoc wpływowych przyjaciół zapewniła mu również wsparcie finansowe z Danii.
W 1785 z polecenia kard. Borgii objął stanowisko kustosza papieskiego gabinetu monet. W 1790 został członkiem korespondentem kopenhaskiej Akademii Sztuk Pięknych, w 1798 przyznano mu członkostwo duńskiej Królewskiej Akademii Nauk. Od 1798 pełnił też obowiązki duńskiego konsula w Rzymie.  W 1802 otrzymał tytuł profesora archeologii i st. bibliotekarza Uniwersytetu Christiana Albrechta w Kilonii; w zamian przekazał swe zbiory gabinetowi monet w Kopenhadze. W 1806 przyjęły go na członka Akademie Nauk w Berlinie i Wiedniu, w 1808 mianowany został członkiem zagranicznym Bawarskiej Akademii Nauk.
Zmarł w Rzymie, przy zgonie obecny był Bertel Thorvaldsen. Pochowany został we franciszkańskim kościele minimitów Sant'Andrea delle Fratte.
Bratem jego był botanik Johan Zoëga, przyjacielem – słynny rzeźbiarz Thorvaldsen. Z małżeństwa z Marią Pietruccioli († 1805) miał 11 dzieci, z których przeżyło jednak tylko troje.

## Dzieło naukowe

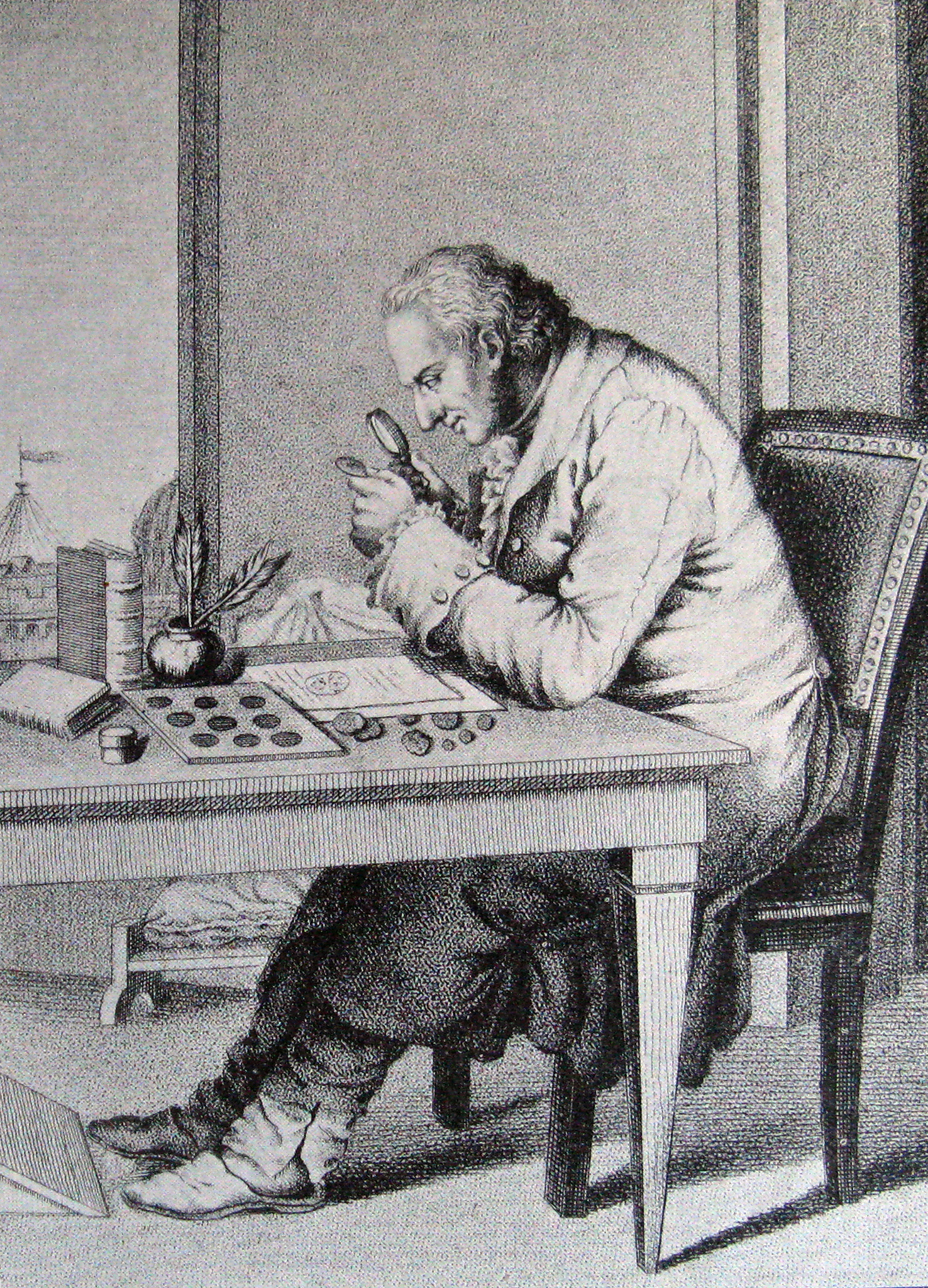
J. Zoëga studiujący numizmaty

Był pierwszym z numizmatyków, który poświęcił szczególną uwagę mennictwu rzymskiego Egiptu i tamtejszym tetradrachmom aleksandryjskim. Jako pierwszy też naukowo dociekał pochodzenia i przeznaczenia obelisków faraońskiego Egiptu. Od początkowych prac w dziedzinie numizmatyki zwrócił się ku egiptologii i koptologii. Znaczącym impulsem było zlecone przez Piusa VI zadanie objaśnienia inskrypcji hieroglificznych z obelisków zachowanych w papieskim Rzymie. Choć wyprzedzając badania Champolliona Zoega w swych dociekaniach wykazał trafny osąd i przenikliwość, nie osiągnął podobnych rezultatów; pewne jego ustalenia utorowały jednak następcom drogę do zinterpretowania znaków tego pisma (m.in. odkrył rolę kartusza w zapisie hieroglificznym i wykazał, że hieroglifów używano aż do upadku pogaństwa).
Obok Johanna J. Winckelmanna i Giovanniego B. Viscontiego (1722-1784) zaliczany jest do twórców naukowej archeologii klasycznej. Wzorem tego pierwszego był nie tylko rzecznikiem rozwoju pogłębionych studiów nad idealizowaną starożytnością klasyczną, lecz (niewątpliwie pod wpływem Heynego) także wprowadzania do nich nowych metod badawczych, podjętych zresztą i rozwijanych przez jego ostatniego ucznia i biografa – Friedricha Gottlieba Welckera. Szczególne cechy osobowości zjednały mu przydomek "Pitagorasa Północy".
Do najważniejszych dzieł naukowych Zoegi należą: 
- Nummi Aegyptii imperatorii, prostantes in Museo Borgiano Velitris (Roma 1787)
- De origine et usu obeliscorum (Roma 1797)
- Li bassirilievi antichi di Roma, incisi da T. Piroli (Roma 1808) [2 tomy]
- Catalogus Codicum Copticorum manuscriptorum qui in Museo Borgiano Velitris adservantu (Roma 1810) [wyd. pośmiertne]

Ponadto był autorem pozostawionej w rękopisie, niedokończonej pracy o topografii Rzymu oraz
kilku traktatów z zakresu archeologii klasycznej (przetłumaczonych i wydanych pośmiertnie przez Welckera):
- Georg Zoegas Abhandlungen (Göttingen 1817)

## Literatura
- Friedrich G. Welcker, Zoegas Leben, Stuttgart 1819 [biografia niemiecka]
- A. D. Jörgensen, Georg Zöega, København 1881 [biografia duńska]